# 4コマKINGDOM
4コマKINGDOM（4こまキングダム）は、双葉社が発行する、主にテレビゲームに関するパロディ・ギャグ4コマ漫画のレーベルで、双葉社アクションコミックスのシリーズ。

## 概要
編集元はG.G.C.。従来の4コマまんが王国シリーズとは異なり、主に萌え系、美少女ゲームと称されるゲームソフトを中心とした4コマ漫画本につけられるレーベル名である（唯一、任天堂独占供給タイトルの『逆転裁判』シリーズがこのレーベルで出版されている）。主な作家陣も4コマまんが王国とは大きく異なる。
『ラグナロクオンライン』のゲームコミックが多数出版されていることから、実質的には『ラグナロクオンライン』の4コマ漫画シリーズとのイメージも強い。

## 主なラインナップ
- ラグナロクオンライン 4コマKINGDOM（全30巻）
- ファントム・キングダム 4コマKINGDOM
- ToHeart2 4コマKINGDOM（vol.1、vol.2）
- スカッとゴルフ パンヤ 4コマKINGDOM
- ステラデウス 4コマKINGDOM
- サモンナイト クラフトソード物語2 4コマKINGDOM
- スペクトラルフォースラジカルエレメンツ 4コマKINGDOM
- 逆転裁判3 4コマKINGDOM
- ファントム・ブレイブ 4コマKINGDOM
- サモンナイト3 4コマKINGDOM
- サモンナイト4 4コマKINGDOM
- 逆転裁判I&II 4コマKINGDOM
- 魔界戦記ディスガイア 4コマKINGDOM（vol.1、vol.2）
- 魔界戦記ディスガイア2 4コマKINGDOM
- ファンタシースターオンラインエピソード1&2 4コマKINGDOM
- エミル・クロニクル・オンライン 4コマKINGDOM
- ひぐらしのなく頃に 4コマKINGDOM
- ペルソナ3 4コマKINGDOM（vol.1、vol.2）
- ペルソナ3フェス 4コマKINGDOM （COMMU編、S.E.E.S.編）
- サモンナイト4 4コマKINGDOM
- どきどき魔女裁判! 4コマKINGDOM
- 逆転裁判キャラクターズ 4コマKINGDOM

## 主な作家陣
- アサヒマユ
- アシオミマサト
- あどべんちゃら
- 有坂禎乃
- 伊藤いづも
- 井村霞住
- S・風雅
- 猿猴橋まお
- 大槻タマミ
- 沖史慈宴
- おこさまランチ
- 和馬村政
- 加曽利りあら
- 狩野藍羅
- 金子鉄一
- 金田正太郎
- 神風銀
- からしいち
- 菊野郎
- 木下壱
- kimarin
- KIMちー
- 桐原いづみ
- 九月くりこ
- 胡桃沢太郎
- 早乙女志乃
- 桜みさき
- 桜なみき
- 鮫と鴉
- しいなみ
- JH
- しまんだきよの
- 社若つくね
- 白玉団子
- すまき俊吾
- 李KPA
- 蒼馬みずき
- たちばなさくや
- 超肉
- 天童まくら
- 藤ます
- 刻田門大
- なぎさほのか
- なぐも。
- 成原とんみ
- 肉そうきゅー。
- 猫間ことみ
- ノブヨシ侍
- 白河まいな
- はせのみく
- 花咲みゆ
- 広輪凪
- 藤丸椰子
- 古川れもん
- 冬式未来
- ますやまけい
- 真西まり
- ミササギユウヤ
- みずきひとし
- 皆村春樹
- 宮瀬まひろ
- むきゅう☆
- もんちぃ
- 矢井有好
- 八木ゆかり
- 山夏茶
- ユーゴ
- yukian
- RustySoul&或十せねか
- 渡会あずさ

### 4コマまんが王国系
4コマまんが王国から描いていた主な作家。
- 藍月イオン ※浅村イオンより改名
- 今木商事
- ÖYSTER
- 長田馨
- 川本祐太郎
- 島本晴海
- 新庄聡美
- 高沢浩里
- 藤井昌浩
- まつやま登
- 森山一保

## 4コマKINGDOMからの派生作品
主に『ラグナロクオンライン4コマKINGDOM』（以下、本誌と略す）巻数増加に伴い、それに連載されていた漫画を単行本化した作品。各巻には「Ragnarok Online 4koma KINGDOM Presents」と明記されている。
- 『ラグナロクオンライン アコさんに気をつけろ!』（みずきひとし）
- 『ラグナロクオンライン それいけ冒険者たち!』（成原とんみ）
- 『ラグナロクオンライン プリさんの秘密日記』（おこさまランチ）
- 『ラグナロクオンライン 今日はなにする?』（川本祐太郎）
- 『ラグナロクオンライン 今日から君もギルドメンバー』（藤丸椰子）
- 『ラグナロクオンライン ヒールいる?』（胡桃沢太郎）

『ラグナロクオンライン We LOVE カプラ』
ラグナロクオンラインのNPC「カプラ職員」に焦点を当てたアンソロジーコミック。タイトルに「4コマKINGDOM」の表記は見られないが、執筆者はその当時の本誌と同一メンバーで構成、さらに「RAGNAROK ONLINE 4コマKINGDOM Presents」と表記され、本誌からの派生コミックであることを明記している。2003年11月12日発売。
『ラグナロクオンライン 4コマKING×』（ラグナロクオンライン 4コマキングダメ）
2004年4月、当時の『ラグナロクオンライン4コマKINGDOM』執筆陣によって作成された同人誌。発案者は定かでないものの、天童まくらと成原とんみが音頭を取り、当時本誌に執筆していた25名が参加、うち21名が「本家では描けない話」として各自のキャラクターの裏設定や、連載に伴う苦労話などを描いた漫画を寄稿した。同人誌ながら、双葉社編集部の了解は得ていた模様で、本誌編集者によるコメントも寄せられている。2004年4月29日の同人誌即売会コミックレヴォリューション35で販売された他、一時的に開設された公式サイトより通信販売された。